# Hermann Klette
Hermann Simson Klette (Dresda, 8 febbraio 1847 – Dresda, 27 febbraio 1909) è stato un ingegnere tedesco.

## Biografia
Hermann Klette nacque l'8 febbraio 1847 a Dresda come figlio del pellicciaio, consigliere comunale e membro del parlamento regionale Karl Gustav Klette. Suo padre era un radicale e fu arrestato come rivoluzionario nel 1849, morendo prematuramente. Klette crebbe quindi con la madre.
Dal 1866 al 1870 studiò ingegneria civile presso la Scuola Politecnica Reale Sassone di Dresda, dove divenne membro dell'associazione per la coltivazione della libertà di parola Polyhymnia (poi Corpo Altsachsen). Dopo aver completato gli studi, Klette partecipò per un anno alla guerra franco-prussiana come volontario di artiglieria da campo.
Sposato con Clara Elisabeth Helm (1854–1917) e visse con lei dal 1898 nella villa Kotzschweg a Loschwitz. Morì il 27 febbraio 1909 a causa di arteriosclerosi e colica renale, fu cremato nel crematorio di Chemnitz e sepolto nel Johannisfriedhof di Tolkewitz.
Klette realizzò numerosi ponti, strutture e impianti. Suoi i progetti per il ponte Carola e il ponte Augusto di Dresda.

## Scritti
- Die Königin-Carola-Brücke in Dresden, in Zeitschrift für Architektur und Ingenieurwesen (1897)
- Tiefbau, in Die deutschen Städte. Geschildert nach den Ergebnissen der ersten deutschen Städteausstellung zu Dresden 1903 (1904)
- Die Entwässerungsanlagen der Stadt Dresden u. ihre Ausbildung für die Zwecke der Schwamm-Kanalisation, in Wissenschaftlicher Führer durch Dresden (1907)
- Die Hilfsbrücke beim Bau der Augustusbrücke in Dresden, in Deutsche Bauzeitung (1909)